# Rosemary Mayer
Rosemary Mayer (* 27. Februar 1943 in Ridgewood, New York; † 18. Oktober 2014) war eine US-amerikanische bildende Künstlerin, Autorin und Übersetzerin. Sie schuf Skulpturen aus Stoff sowie Illustrationen, Kunstbücher und Installationen. Ihr Hauptwerk als Übersetzerin ist die Übertragung der Tagebücher von Jacopo da Pontormo ins Englische.
Ab Ende der 1960er Jahre gehörte Mayer zur New Yorker Kunst- und Literaturszene. Sie war eine der Gründerinnen der A.I.R Gallery, der ersten Galeriekooperative für Frauen in den USA.

## Leben und Werk
Rosemary Mayer wurde 1943 in Ridgewood, einem Stadtteil von New York, geboren. Sie wuchs dort mit ihrer Schwester, der späteren Schriftstellerin Bernadette Mayer, in einer katholischen Mittelschichtsfamilie auf. Sie las und zeichnete bereits als Kind viel und lernte Sticken, Häkeln und Nähen. Ihr Vater, ein Fabrikarbeiter, brachte ihr die Tischlerei und das Malen mit Wasserfarben bei. Beide Eltern starben bereits in den 1950er Jahren, als Rosemary und ihre Schwester Teenager waren. Laut eigener Aussage war der frühe Tod der Eltern und anderer ihr nahestehender Personen ein Grund, warum Zeit und Vergänglichkeit ein ständiges Thema ihrer Kunst wurden. Bereits in jungen Jahren interessierte sie sich für Mystik.
An der High School lernte sie den späteren Konzeptkünstler Vito Acconci kennen, den sie mit 19 Jahren heiratete. Für Mayer war die frühe Ehe eine Möglichkeit, sich von ihrem Onkel zu emanzipieren, der nach dem Tod der Eltern ihr Vormund war. Mayer und Acconci lebten eine Zeit lang in Iowa, wo Mayer Altphilologie studierte. 1964 schlossen beide ihr Studium ab und zogen wieder zurück nach New York. Sie lebten dann einige Zeit getrennt und ließen sich 1969 scheiden.
Mayer hätte zu dieser Zeit die Möglichkeit gehabt, mit einem Stipendium in Harvard weiter Altphilologie zu studieren. Dieses Studium war ihr jedoch auf Dauer zu trocken, und sie begann am Brooklyn Museum Malerei zu studieren. Das Studium setzte sie später an der School of Visual Arts fort.
Während sie Kunst studierte, beschäftigte sich Mayer weiterhin mit Literatur: Die spätere Konzeptkünstlerin Adrian Piper, die Mayer an der School of Visual Arts kennenlernte, berichtet von der Vorliebe der ungewöhnlich gebildeten Freundin u. a. für Erzählungen von Goethe. Mayer, die eine Klasse überspringen durfte, habe ihre Kunst – im Gegensatz zu ihren Kommilitonen – stets auf ein intellektuell solides Fundament gestellt, das aber nie an die große Glocke gehängt.
Während des Studiums half Mayer bei der Produktion von 0 to 9 mit, einer mimeografierten Zeitschrift für experimentelle Kunst, die von ihrer Schwester Bernadette und ihrem Ex-Mann Vito herausgegeben wurde. In vier der sechs Ausgaben sind erste Kunstwerke von Mayer abgedruckt. Außerdem nahm sie 1969 an einem „Street Works“-Projekt von John Perreault, Hannah Weiner und Scott Burton teil, das in 0 to 9 dokumentiert wurde.
Ende der 1960er Jahre entwickelte sich Mayers skulpturale Arbeit aus einer Art erweiterter Malerei heraus: Sie zog die Leinwände von Keilrahmen ab, um sie aufzuhängen oder zu drapieren. Davon ausgehend entstanden Objekte aus mehreren Schichten unterschiedlicher Stoffe, die sie entweder an der Wand befestigte oder die sich in den Raum hinein bewegten. Sie kombinierte die Stoffe – u. a. Satin, Seide, Seihtücher und Schleierstoff – mit Bändern, Farbe und Leinwänden. Inspiriert von den kunstvoll drapierten Stoffen auf Renaissance-Gemälden, von der Malerei des Manierismus und des Barock, setzte sie sich mit den Eigenschaften von Textilien als Arbeitsmaterial auseinander. Mit den Stoffen sollten Vergänglichkeit, Zerbrechlichkeit und Schönheit ausgedrückt werden. Sie experimentierte mit Textilresten aus einem Geschäft für Unterwäsche, die sie über ihre Freundin, die Dichterin Hannah Weiner, bezog. Ihr Ziel war es dabei, eine „Art Skulptur zu machen, die kaum mehr Skulptur ist“. Erste Beispiele für Mayers frühe Stoff-Skulpturen sind die Objekte der Veils-Serie, für die sie u. a. Sackleinen, Nylon und Farbe verwendete, und Hypatia aus Satin, Seihtüchern, Seilen und Draht. Beeinflusst wurde sie damals von Robert Morris’ postminimalistischen Werken und Morris Louis’ Farbfeldmalerei.
Anfang der 1970er Jahre schloss sich Mayer zusammen mit den Künstlerinnen Adrian Piper und Donna Dennis einer feministischen Gruppe an. Hier verstärkte sich ihr Interesse an der Geschichte von Frauen, das sich zu einem ihrer Hauptthemen herausbildete.
Die Kuratorin Lucy Lippard machte Mayer mit einem Kreis von Künstlerinnen bekannt, zu denen u. a. Judith Bernstein, Howardena Pindell und Nancy Spero gehörten. Mit ihnen gründete Mayer 1972 die feministische A.I.R. Gallery in New York, die erste gemeinnützige Galerie, die sich auf die Kunst von Frauen spezialisierte.
Galla Placidia (1973)
 im Swiss Institute, New York

Link zum Bild

In einer ersten Einzelausstellung in der A.I.R. Gallery im Frühjahr 1973 zeigte sie eine Reihe von Stoff-Skulpturen: The Catherines, bestehend aus Nylon-, Viskose- und Seihtüchern, war u. a. nach Caterina Sforza, Katharina I. und Katharina II. sowie der Mystikerin Katharina von Siena benannt. Die Skulptur Hroswitha hatte ihren Namen der frühmittelalterlichen Autorin Hrotsvit zu verdanken, Galla Placidia der gleichnamigen römischen Regentin. Alle drei Skulpturen waren aus farbenfrohen Stoffen gefertigt, die an den Galeriewänden befestigt wurden und an Segel oder Unterröcke erinnerten.

„Das Kunstobjekt sollte nicht starr, unbewegt und losgelöst von seinen Umständen sein. Nichts ist so.“

Durch die Ausstellung wurde der Kritiker Lawrence Alloway auf sie aufmerksam, der sich bis in die frühen 1980er Jahren für ihre Arbeiten einsetzte. In einer Kritik für Artforum hebt Alloway noch drei Jahre später die besondere Qualität von Mayers Werk hervor: Er setzt ihre Arbeiten u. a. mit Techniken des Surrealismus in Verbindung, betont ihre Belesenheit, ihr handwerkliches Können sowie ihr Interesse an europäischer Kunst.
Nach der Ausstellung verließ Mayer A.I.R. wieder, da sie nach eigenen Angaben dort den kollektiven Geist vermisste.

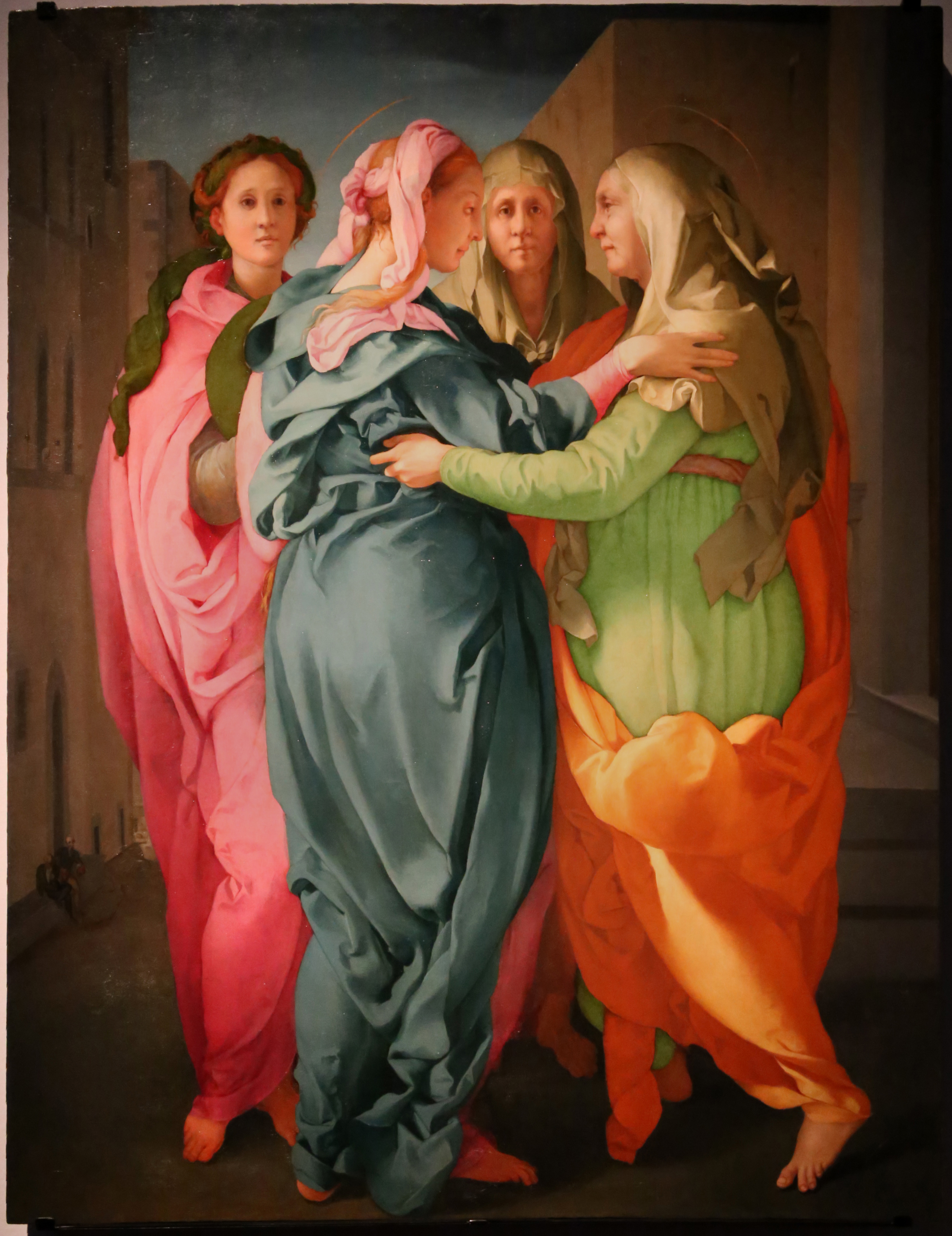
Die Heimsuchung (ca. 1528–29) von Jacopo Pontormo

1975 bereiste Mayer Italien und Süddeutschland und sah dort u. a. Werke der Brüder Asam, sowie der Manieristen Parmigianino, Matthias Grünewald und Jacopo Pontormo. Anschließend begann sie, Pontormos Tagebücher zu übersetzen. Mayer fühlte sich von Pontormos Malweise angesprochen und sah Parallelen zwischen seiner Ära und ihrer Gegenwart: „Ich lebte im Post-Minimalismus, einer Zeit nach einer Zeit der Klarheit, und Pontormo lebte in einer Zeit nach der Klarheit der Renaissance.“ Sie benötigte vier Jahre für die Übersetzung und lernte dafür altitalienisch. Das in Zusammenarbeit mit Julia Ballerini und Richard Milazzo herausgegebene Buch erschien erst 1983 und enthielt außer Mayers Übersetzung auch farbige Abbildungen ihrer Werke.
Von 1971 bis 1976 schrieb Mayer Kunstkritiken im Arts Magazine, Art in America und andere Kunstzeitschriften. Ab 1976 konzentrierte sie sich auf persönlichere Texte und Essays, die in den Magazinen Individuals, Tracks, Art-Rite, United Artists und WhiteWalls erschienen.
Ende der 1970er Jahre veränderte sich Mayers künstlerischer Ansatz: Sie interessierte sich immer mehr für die Auflösung der plastischen Skulptur und für experimentellere und flüchtigere Installationen. Dadurch wurde sie für Galerien, die ihre Kunst hätten vermarkten können, noch uninteressanter. In den „temporären Denkmälern“ arbeitete sie mit den Eigenheiten und der Geschichte der Orte, an denen die Installationen stattfanden, weiteren historischen Referenzen und der Interaktion des Publikums. Von 1977 bis 1982 entstanden drei Werkgruppen: Ballons, Menschen und Zelte. Finanziert wurden diese Installationen durch öffentliche Gelder, weswegen Mayer ihr Einkommen mit Nebenjobs aufbesserte.
Eine dieser Installationen war Some Days in April (1978), bei der sie mit Namen und Daten beschriftete und mit Bändern geschmückte Heliumballons an Holzpfählen auf einem Feld festband. Damit erinnerte sie an ihre Eltern und ihre Weggefährtin Ree Morton, die an Apriltagen verstorben waren.
Auch die Snow People, Objekte aus Schnee, gehörten zu Mayers „temporären Denkmälern“. Im Gegensatz zu regulären Denkmälern erinnern sie nicht an Berühmtheiten, sondern normale Menschen. In einem Interview bezeichnete sie die schneemannartigen Figuren als „geisterhaft“, da sie nach und nach verschwänden. Auch mit den „Ghosts“, zerbrechlichen Strukturen aus Holz, die bemalt und mit Transparentpapier umwickelt waren, spielte sie auf die Vergänglichkeit der menschlicher Existenz an. Mit ihrem ersten „Ghost“ war sie 1980 neben Stars wie Jean-Michel Basquiat und Jenny Holzer auf der Times Square Show vertreten. Ihre Installation sollte an die Prostituierten erinnern, die einst in den Ausstellungsräumen – einem ehemaligen Massagesalon – gearbeitet hatten. Neben den anderen Kunstwerken, die eher von Punk, Graffiti und Agitprop inspiriert waren, ging Mayers leise Installation jedoch unter.
Ab 1981 dokumentierte sie Abendessen, zu denen sie in ihr Loft in Tribeca einlud, im sogenannten Dinner Book. Sie beschrieb Speisen, Anlässe und Gäste und ergänzte die Blätter des Buchs collagenartig mit Zeichnungen, Fotos und z. B. Weinetiketten. Damit schlägt das Dinner Book einen Bogen zu Jacopo Pontormo, der in seinem Tagebuch ebenfalls gerne über Essen schrieb.
Im Laufe der 1980er Jahre wurde Mayers poetische und prozessorientierte Kunst unmodern. Lawrence Alloway bezeichnete ihre damalige Situation als beispielhaft für Künstlerinnen in ihren Dreißigern, die zwar ein solides Werk vorzuweisen hatten, aber nicht durch eine Galerie vertreten wurden. Da die öffentlichen Fördergelder, mit denen sie sich über Wasser hielt, rar wurden, nahm sie eine Vollzeitstelle in einer Werbeagentur an. Später unterrichtete sie Schreiben an der Long Island University Brooklyn und Kunst am LaGuardia Community College. In diesem Zusammenhang entstanden 22 Aquarelle, mit denen sie das Beowulf-Epos illustrierte: Mayer hatte ihren Studierenden am LaGuardia-College aufgegeben, ihr Lieblingsbuch zu illustrieren, und sich selbst an der Aufgabe beteiligt. Die Zeichnungen wurden 2006 an den Wänden des Bowery Poetry Clubs ausgestellt.
Rosemary Mayer starb 2014. Zwei Jahre nach ihrem Tod wurden ihre Werke in einer Einzelausstellung – der ersten seit 1985 – in der Southfirst Gallery in Brooklyn präsentiert. 2020 wurden Mayers Werke erstmals in Europa gezeigt.

## Rezeption
Obwohl Mayer sich in New York im Umfeld der Konzeptkunst bewegte, wurde ihr Werk oft nicht zu dieser Kunstrichtung gezählt. Zeitlebens bekam sie für ihre Arbeiten wenig Aufmerksamkeit, was u. a. der Tatsache zugeschrieben wird, dass sie eine Frau war und mit als weiblich konnotierten Materialien arbeitete. Während die Stoffskulpturen und Zeichnungen aus der ersten Hälfte der 1970er-Jahre jedoch in der Kunstwelt noch etwas bekannter sind, wurden ihre flüchtigeren Installationen der späten 1970er und 1980er Jahre bis 2018 kaum rezipiert.
Die Konzeptkünstlerin Adrian Piper berichtete 2014 in einem Nachruf auf Mayer, in ihrer Arbeit von deren „tiefgehendem intellektuellen Engagement für den künstlerischen Prozess“  und ihrer „komplexen psychologischen Einstellung zur Kunst“ beeinflusst worden zu sein.

## Ausstellungen (Auswahl)

### Einzelausstellungen und -installationen
- 1973: A.I.R. Gallery, New York
- 1975: Whitney Museum of Art Resources Center, New York
- 1977: Installation Spell. Bauernmarkt im Stadtviertel Jamaica,  New York
- 1978: Sculptures, Books, Drawings, 1971-77. Stony Brook University, New York
- 1978: Hours. University of Massachusetts Amherst
- 1978: Balloon for a Birthday. Dach der Park Avenue South 461, New York
- 1978: Some Days In April. Anwesen von Bruce Kurtz, Hartwick, New York
- 1978: Sculptures, Books, Drawings, 1971–77, Stony Brook University, New York
- 1979: Installation Snow People, Garten der Bücherei von Lenox (Massachusetts)
- 1980: Lochrian Mode, 1974-75, and Other Sculptures from the Seventies und Paintings and Sculpture, Cornell University, New York
- 1981: Minneapolis College of Art and Design
- 1985: Pam Adler Gallery, New York[27]
- 1993: Flotsam, Long Island University, Salena Gallery, New York
- 2016: Southfirst Gallery, New York[28]
- 2020: Rods Bent Into Bows – Fabric Sculptures and Drawings 1972-1973. ChertLüdde, Berlin
- 2021: Rosemary Mayer: Ways of Attaching. Swiss Institute, New York
- 2022: Rosemary Mayer: Ways of Attaching. Lenbachhaus, München

### Gruppenausstellungen
- 2020: Bizarre Silks, Private Imaginings and Narrative Facts, etc., Kunsthalle Basel[29]
- 2021: Greater New York 2021, Museum of Modern Art, New York[30]
- 1986: Paper Now, Cleveland Museum of Art
- 1980: Poets’ Painters, Denver Art Museum, Nelson-Atkins Museum of Art, Kansas City und La Jolla Museum of Contemporary Art[31]
- 1980: The Times Square Show, New York

## Veröffentlichungen (Auswahl)
- 41 Fabric Swatches, mimeografiertes Künstlerbuch. 0 to 9 Books, New York 1969[32]
- Art-Rite No. 15 – Surroundings by Rosemary Mayer. Herausgegeben von Walter Robinson and Edith Deak. Art-Rite Publishing Company, New York 1977
- Rosemary Mayer zusammen mit Julia Ballerini und Richard Milazzo: Pontormo's Diary. Union Square Art Book, New York 1983, ISBN 978-0-915570-17-1.